# Qemetica Agricultural Solutions Poland
Qemetica Agricultural Solutions Poland, dawn. Ciech-Sarzyna SA, Zakłady Chemiczne Organika-Sarzyna – przedsiębiorstwo chemiczne z siedzibą w Nowej Sarzynie. Główna część zakładu zajmuje się tzw. wielką syntezą organiczną. Produkuje środki ochrony roślin (herbicydy, fungicydy, insektycydy, zaprawy nasienne). Oprócz tego na terenie zakładu działa kilkanaście spółek zależnych. Do niektórych znaków handlowych spółki należą Halvetic, Agrosar, Chwastox.

## Historia
Zakłady powstały jako część Centralnego Okręgu Przemysłowego. Budowę zakładów rozpoczęto w 1937 r. Miały one początkowo produkować nitrozwiązki, zwłaszcza materiały wybuchowe. Rozruch mechaniczny nastąpił w 1939 r., ale nie zdążono uruchomić produkcji chemicznej przed rozpoczęciem II wojny światowej.
Po wojnie produkcję wznowiono w 1954 r. Pierwszymi produktami były nitrozwiązki, wytwarzane na potrzeby wojskowe. W połowie lat 60. XX w. w Zakładzie uruchomiono produkcję MCPA (kwasu (4-chloro-2-metylofenoksy)octowego), który był sprzedawany jako herbicyd pod nazwą handlową Chwastox.
W pierwszej połowie lat 70. XX w. uruchomiono eksperymentalną produkcję żywic epoksydowych, poliestrowych i fenolowo-formaldehydowych. Powstał też Zakład Doświadczalny Silikonów.
W drugiej połowie lat 70. XX w. rozwinięto znacznie produkcję herbicydów, zwiększając ich paletę, głównie w oparciu o licencje firm zachodnich. Produkcja żywic epoksydowych i poliestrowych przeszła ze stadium eksperymentalnego w wielkotonażową. Uruchomiono produkcję fungicydów sprzedawanych pod nazwą handlową Siarkol. Przy znaczącym udziale Zakładów rozwijała się miejscowość Nowa Sarzyna, która uzyskała prawa miejskie w 1973 r.
W latach 90. XX w. Zakłady Chemiczne poszerzały nadal swoje zdolności produkcyjne i zwiększały asortyment, zwłaszcza w zakresie środków ochrony roślin dla rolnictwa. Dawne instalacje zostały zmodernizowane tak aby zmniejszyć uciążliwość Zakładów dla środowiska. Po 2000 r. rozwinięto znacząco asortyment tworzyw sztucznych (żywic). Oprócz żywic dla przemysłu farbiarskiego oferują inne produkty, m.in.:
- kompozycje do gruntowania, systemy posadzkowe,
- spoiwa bezrozpuszczalnikowe, syciwa do laminatów,
- impregnaty, powłoki do betonu i metalu, kompozycje do wytwarzania posadzek,
- kleje epoksydowe, kity chemoodporne, kity chemoodporne, spoiwa dylatacyjne i szpachlówki,
- kompozycje do izolatorów, syciwa do laminatów w elektrotechnice i elektronice,
- żywice do wytwarzania okładzin hamulcowych i sprzęgłowych,
- żywice do produkcji materiałów ogniotrwałych.
W 2021 roku część produkująca żywice została sprzedana do firmy LERG tworząc Sarzyna Chemical sp. z o.o.

## Przekształcenia własnościowe
Od początku swojego istnienia Zakłady Chemiczne "Organika Sarzyna" miały status przedsiębiorstwa państwowego. Po 1989 r. zgodnie z programem przekształceń z firmy wyłoniono 11 spółek zależnych. 1 stycznia 2001 r. zakład przekształcono w jednoosobową spółkę skarbu państwa.
15 września 2005 r. Zakłady zostały włączone do przedsiębiorstwa Nafta Polska SA, które tym samym zwiększyły swój kapitał o 80%, zaś 15% akcji zostało przekazane załodze. Nafta Polska przekształciła Zakłady w spółkę akcyjną i 20 grudnia 2006 r. 80% akcji zostało sprzedanych firmie Ciech i zakład stał się częścią Grupy Kapitałowej Ciech SA.
W 2015 roku firma zmieniła nazwę z "Zakłady Chemiczne Organika-Sarzyna S.A." na "CIECH Sarzyna S.A"

## Produkcja
Obecnie Qemetica Agricultural Solutions Poland posiada następujący asortyment:
- środki ochrony roślin
  - synteza MCPA, Mekopropu, Agrosaru 360SL, Halvetic.
  - formulacja i konfekcjonowanie gotowych do użycia herbicydów (pod nazwą Chwastox) i fungicydów (pod nazwą Sarfun), insektycydów i zapraw nasiennych